# Alexander und die Töchter
Alexander und die Töchter ist eine vom ZDF 1974 im Vorabendprogramm ausgestrahlte Familienserie. Es werden Geschichten um den Innenarchitekten Alexander Gregor erzählt, der gemeinsam mit seinen vier erwachsenen Töchtern unter einem Dach lebt.

## Handlung
Alexander Gregor ist ein erfolgreicher Innenarchitekt, der auch sein eigenes Haus einzigartig entworfen und ausgestaltet hat. Allerdings hat er bei der Planung nicht damit gerechnet, dass seine Töchter Reni, Fränzi und Bibi keine Anstalten machen, das väterliche Heim zu verlassen. Zu allem Überfluss kehrt auch die älteste Tochter Barbara, die in Amerika als Verhaltensforscherin tätig war, nach Hause zurück. In ihrem Gepäck befindet sich eine Ladung Graugänse, die ebenfalls untergebracht werden müssen. Viel Trubel und kleine Reibereien sind vorprogrammiert, aber letztendlich rauft man sich immer wieder zusammen.

## Episoden
| Folge | Titel                  | Erstausstrahlung |
| ----- | ---------------------- | ---------------- |
| 1     | Konkurrenz im Haus     | 7. Februar 1974  |
| 2     | Die Durchstehparty     | 14. Februar 1974 |
| 3     | Die Unvollendete       | 21. Februar 1974 |
| 4     | Der Gelegenheitskauf   | 28. Februar 1974 |
| 5     | Lohn der guten Tat     | 7. März 1974     |
| 6     | Das verschwundene Pony | 14. März 1974    |
| 7     | Die Andere             | 21. März 1974    |
| 8     | Der Familiensinn       | 28. März 1974    |
| 9     | Experiment mit Felix   | 4. April 1974    |
| 10    | Gold in den Fingern    | 11. April 1974   |
| 11    | Heimkehr der Gänse     | 18. April 1974   |
| 12    | Die Senkrechtstarter   | 25. April 1974   |
| 13    | Sternschnuppe          | 2. Mai 1974      |